# Grande Prêmio de Singapura de 2017
Grande Prêmio de Singapura de 2017 (formalmente denominado 2017 Formula 1 Singapore Airlines Singapore Grand Prix) foi a décima quarta etapa da temporada de 2017 da Fórmula 1. Disputada em 17 de setembro de 2017 no Circuito Urbano de Marina Bay, Singapura.

## Relatório

### Treino Classificatório
Q1
A primeira parte do classificatório começou da mesma forma que terminou o terceiro treino livre, com as RBR na ponta. Verstappen fez a volta mais rápida, anotando 1m42s010, apenas 0s053 à frente do companheiro de equipe Ricciardo. Em seu primeiro final de semana após a confirmação da saída da Honda, a McLaren teve um excelente desempenho, com Alonso em terceiro e Vandoorne em quinto. Sainz, confirmado na equipe francesa no ano que vem, foi o quarto com a STR. Na disputa particular Hamilton X Vettel, melhor para o inglês que foi o sexto, enquanto o alemão terminou apenas em 12°. Massa tocou o muro, danificando a roda traseira direita, foi aos boxes, voltou para uma segunda tentativa, errou novamente e ficou fora do Q2.
Eliminados: Kevin Magnussen (Haas), Felipe Massa (Williams), Lance Stroll (Williams), Pascal Wehrlein (Sauber) e Marcus Ericsson (Sauber).
Q2
Verstappen, mais uma vez, foi o mais rápido na pista: 1m40s332. Ricciardo seguiu a caça ao holandês, só 0s053 mais lento. A dupla de Ferrari veio na sequência, com Raikkonen em terceiro e Vettel em quarto. Entre as Mercedes, Hamilton foi o quinto e Bottas apenas o oitavo. Novamente a McLaren apresentou um bom rendimento, com Vandoorne passando para o Q3 em sexto e Alonso em nono. Palmer, que ainda não conseguiu superar o companheiro Hulkenberg nas classificações, bateu na trave para avançar ao último estágio, fechando em 11º.
Eliminados: Jolyon Palmer (Renault), Sergio Pérez (Force India), Daniil Kvyat (Toro Rosso), Esteban Ocon (Force India) e Romain Grosjean (Haas)
Q3
A fase final do treino classificatório começou com Vettel dando as cartas e marcando o melhor tempo: 1m39s669. Com o cronômetro zerado, Verstappen bem que tentou superar o alemão, mas não conseguiu. O tetracampeão ainda melhorou sua própria marca e conquistou a 49ª pole position na carreira com o tempo de 1m39s491. Soberano até então, Max fechou em segundo, seguido de Ricciardo em terceiro. Mal durante todo o final de semana, a Mercedes largará na terceira fila, sendo Hamilton o quinto e Bottas o sexto.

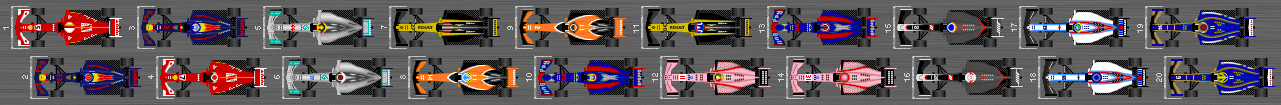
Grid de Largada

### Corrida
Os momentos que antecederam a largada do GP de Singapura foram até de certa tensão por conta da forte chuva que despencou na cidade-estado, tornando o início da prova uma autêntica loteria. Alguns pilotos largaram com pneus intermediários, enquanto a maioria optou pelos de chuva extrema. Mas ninguém poderia imaginar o strike logo nos primeiros metros.
Vettel largou bem e manteve a dianteira, enquanto Kimi Räikkönen conseguiu pular bem e colocou seu carro lado a lado com a Red Bull de Max Verstappen. Mas um toque entre os dois pilotos gerou um 'big one' no asfalto molhado. Os dois foram parar na área de escape, com Kimi acertando também Vettel, ainda na reta dos boxes, e depois Fernando Alonso. Foi a primeira vez na história da F1 em que dois pilotos da Ferrari se chocaram na primeira volta. Verstappen, Vettel e Räikkönen ficaram fora da disputa, enquanto Alonso conseguiu voltar. A direção de prova anunciava que o incidente seria julgado depois da corrida.
Quem se deu bem, muito bem, foi Lewis Hamilton. De quinto no grid, o tricampeão do mundo foi quem se beneficiou do acidente na largada e subiu para primeiro, com Ricciardo em segundo e Hülkenberg em terceiro lugar. Sorte típica dos campeões.

Lewis Hamilton deu um passo fundamental rumo à conquista do tetracampeonato mundial de F1. Com a competência de sempre, mas principalmente com a grande ajuda da sorte desta vez, o britânico alcançou um triunfo improvável na noite deste domingo (17) em Singapura. Depois de garantir apenas o quinto lugar no grid, o piloto da Mercedes disse que precisaria de um milagre para conseguir um bom resultado em termos de luta pelo título. E o milagre veio, em forma de caos, na largada em Marina Bay. Com o asfalto bem molhado em razão da chuva que despencou minutos antes do início da prova, Max Verstappen e Kimi Räikkönen se tocaram, e o finlandês não conseguiu evitar o impacto no carro de Sebastian Vettel. Os três abandonaram. Lewis, na mesma hora, subiu de quinto para primeiro, posição mantida até o fim da corrida na cidade-estado.
Daniel Ricciardo foi outro piloto que levou sorte ao escapar da batida na largada e conseguiu terminar em segundo, seu sétimo pódio na temporada. E Valtteri Bottas, que foi mal o fim de semana inteiro, conseguiu aproveitar os abandonos de carros mais fortes em Singapura para finalizar em terceiro, faturando um resultado improvável. Destaque para um dos pilotos do fim de semana, Carlos Sainz, que garantiu o melhor resultado da carreira ao cruzar a linha de chegada em quarto com a Toro Rosso. Sergio Pérez, outro bom nome em Singapura, foi o quinto.
Jolyon Palmer, que realizou a melhor corrida da carreira na F1, justamente onde soube que não vai ter lugar na Renault em 2018, finalmente somou seus primeiros pontos no ano e foi o sexto, seguido por Stoffel Vandoorne, que encaixou um bom sétimo lugar para a McLaren, enquanto Fernando Alonso abandonou. Lance Stroll foi oitavo, à frente de Romain Grosjean e Esteban Ocon. Felipe Massa foi o 11º.
Talvez seja exagero dizer que Hamilton colocou uma mão na taça, mas o resultado deste domingo é importantíssimo. Agora, o britânico soma 263 pontos, enquanto Vettel estacionou nos 235. De três, a vantagem de Lewis na liderança do Mundial de Pilotos agora é de 28 pontos, restando seis etapas para o fim da temporada. A próxima etapa do campeonato acontece no dia 1º de outubro, na Malásia.
O caos! Os momentos que antecederam a largada do GP de Singapura foram até de certa tensão por conta da forte chuva que despencou na cidade-estado, tornando o início da prova uma autêntica loteria. Alguns pilotos largaram com pneus intermediários, enquanto a maioria optou pelos de chuva extrema. Mas ninguém poderia imaginar o strike logo nos primeiros metros.
Vettel largou bem e manteve a dianteira, enquanto Kimi Räikkönen conseguiu pular bem e colocou seu carro lado a lado com a Red Bull de Max Verstappen. Mas um toque entre os dois pilotos gerou um 'big one' no asfalto molhado. Os dois foram parar na área de escape, com Kimi acertando também Vettel, ainda na reta dos boxes, e depois Fernando Alonso. Foi a primeira vez na história da F1 em que dois pilotos da Ferrari se chocaram na primeira volta. Verstappen, Vettel e Räikkönen ficaram fora da disputa, enquanto Alonso conseguiu voltar. A direção de prova anunciava que o incidente seria julgado depois da corrida.
Quem se deu bem, muito bem, foi Lewis Hamilton. De quinto no grid, o tricampeão do mundo foi quem se beneficiou do acidente na largada e subiu para primeiro, com Ricciardo em segundo e Hülkenberg em terceiro lugar. Sorte típica dos campeões.
O safety-car continuou na pista até a volta 5, com Hamilton mantendo a dianteira com todo o cuidado do mundo. Ricciardo vinha logo atrás, seguido por Hülkenberg e Pérez. Jolyon Palmer era a grande surpresa da corrida e surgia em quinto depois de passar Valtteri Bottas na relargada. Alonso vinha em P12 e era perseguido por Lance Stroll, enquanto Felipe Massa vinha em 14º. O espanhol resistia bravamente na pista, já que seu carro estava bastante avariado em razão do acidente na largada.
A corrida tinha a cara de Hamilton, não de Alonso, que abandonava a prova, novamente citando a falta de potência do motor. Carlos Sainz, um dos grandes nomes do fim de semana até pela sua transferência para a Renault, passava Esteban Ocon e subia para o oitavo lugar.
A outra Toro Rosso, de Daniil Kvyat, batia na barreira de proteção da curva 7 durante a volta 11, forçando nova entrada do safety-car. Assim, vários pilotos voltavam aos boxes e colocavam pneus intermediários, entre eles as Renault de Hülkenberg e Palmer, que figuravam no top-5. Vandoorne saiu do pit-lane à frente de Massa, e os dois quase se tocaram, mas o belga continuou na frente, em nono. Hamilton seguiu na pista e questionou a Mercedes: "Todo mundo parou, mas e eu? Não tenho certeza se é uma boa ideia", disse.
O GP de Singapura teve sua segunda relargada na volta 15. Os cinco primeiros: Hamilton, Ricciardo, Bottas, Sainz e Hülkenberg. Massa vinha em décimo, mas não levou muito tempo para o brasileiro perder posições para Romain Grosjean, Esteban Ocon e Kevin Magnussen, que foi arrojado para passar Felipe. O veterano era um dos poucos com pneus para chuva extrema, que se mostravam péssima opção. Assim, na volta 18, a Williams não teve outra alternativa a não ser trocar para os pneus intermediários.
Massa voltou em 15º e último dentre os pilotos ainda em ação na corrida. Hamilton reinava soberano, encaixava uma série de voltas rápidas e já tinha 4s8 de frente para Ricciardo após o giro 21. A vitória parecia sob controle, mesmo com muito tempo de corrida pela frente.
Sem ter muito a perder, Magnussen foi o primeiro piloto da prova a colocar os pneus slicks, com a Haas calçando o carro #20 com os ultramacios. E, de certa forma, o dinamarquês virava a referência para os outros pilotos nas próximas voltas. Tanto que a Williams, também sem muito o que perder, fazia a experiência e espetava pneus ultramacios no carro de Massa. Hamilton, tranquilo na frente e ainda com os intermediários, era o primeiro piloto a virar uma volta abaixo de 2min.
O desempenho de Massa era bom com os ultramacios, e com a referência do brasileiro, a Williams chamou Stroll para fazer a troca. Aos poucos, boa parte do grid também optava pelos ultramacios. Hamilton vinha bem e não dava pinta de parar. Quem também fazia sua parada era Ricciardo, na volta 29, ao mesmo tempo em que Lewis fazia a melhor volta da corrida. A Red Bull espetou os ultramacios para o australiano ir até o fim da prova. Mas o pit-stop de Ricciardo era a senha: Hamilton fez sua parada uma volta depois.
Durante a janela de pit-stops, Jolyon Palmer figurava na segunda posição. Mesmo após fazer sua parada, o britânico estava em sétimo depois de fazer grande manobra pra cima de Stoffel Vandoorne. Era, sem dúvidas, a melhor atuação do piloto na F1. Curiosamente, no mesmo fim de semana em que soube que não vai seguir na Renault em 2018.
Hülkenberg aparecia em uma excelente quarta posição e, pouco mais atrás, estavam Sainz e Pérez, que lutavam de forma aguerrida por um lugar no top-5.
Obviamente, a prova passou a ter uma dinâmica mais previsível depois que a pista secou. Assim, nada dava a entender que Hamilton perderia a vitória redentora em Singapura. Em teoria. Porque o safety-car foi acionado pela terceira vez nesta noite por conta de uma batida sofrida por Marcus Ericsson. Era o tempero que faltava para o desfecho da corrida. Lewis, que tinha vantagem de 10s para Ricciardo, desta vez levou azar. E reclamou via rádio da direção de prova pelo acionamento do SC.
Outro que tinha azar era Hülkenberg, que perdeu muito tempo nos boxes após a Renault chamá-lo para uma parada não-programada. O bom quarto lugar caía por terra, com o alemão despencando para décimo. Palmer, por sua vez, estava em sexto.
Na relargada, Hamilton manteve a dianteira e controlou a vantagem para Ricciardo. Mas o britânico foi 2s4 mais lento que o piloto da Red Bull na volta 45, assustando a Mercedes. Bottas, que vinha em terceiro, tratou de pressionar o australiano, enquanto Lewis voltava a acelerar forte para mostrar que tudo não passou de uma volta ruim. E foi exatamente isso. Tanto que, duas voltas depois, o #44 voltava a marcar a melhor volta da corrida.
No fim, Hülkenberg abandonava e virava o novo recordista de corridas sem pódio na história da F1. Magnussen também deixava a prova, enquanto Hamilton partia rumo a uma vitória crucial para as suas pretensões de tetracampeonato. Ricciardo não mostrava ter ritmo para chegar, enquanto Sainz e Palmer, futuro e atual piloto da Renault, alcançavam seus respectivos melhores resultados na F1, assim como Vandoorne.
Pos-Corrida
Os comissários de prova do GP de Singapura optaram por absolver os envolvidos no acidente que marcou a largada da corrida noturna deste domingo (17), em Marina Bay. Max Verstappen e Kimi Räikkönen se enroscaram logo nos primeiros metros após o apagar das luzes vermelhas e, com o impacto, o finlandês acertou o carro de Sebastian Vettel, que vinha à frente. O alemão diminuiu o espaço diante de Kimi e Verstappen e acabou levando a pior. Mas a FIA (Federação Internacional de Automobilismo) determinou que “nenhum piloto foi predominantemente culpado” e absolveu os três.
Ainda durante a corrida, a Ferrari publicou um post no Twitter em que culpava Verstappen pelo acidente. O piloto da Red Bull rebateu e disse que foi espremido pelos dois carros da Ferrari e jogou nas costas de Vettel a culpa pela batida tripla em Singapura.
De acordo com o documento, publicado quase duas horas depois da corrida, “os comissários examinaram o vídeo e ouviram Sebastian Vettel, Kimi Räikkönen, Max Verstappen e os representantes das equipes”, Ferrari e Red Bull.
“O piloto do carro #7 [Räikkönen] teve uma largada muito boa e foi capaz de tentar ultrapassar o carro #33 [de Verstappen] pelo lado esquerdo. Ao mesmo tempo, o carro #5 [Vettel] teve uma largada lenta, se moveu para a esquerda da pista. O carro #33 e o carro #7 então bateram, colidindo com o carro #5 e, depois, o carro #14 [Fernando Alonso], na curva seguinte”, explicou a FIA.
“Os comissários consideraram que nenhum piloto foi predominantemente culpado pelo incidente como um todo e que, portanto, não haverá mais nenhuma ação”, finalizou o comunicado dos comissários de prova em Singapura.
O prejuízo maior por conta do caos na largada em Marina Bay ficou, sem dúvidas, com Vettel. De três pontos, o alemão viu a diferença para Lewis Hamilton, grande vencedor da noite, subir para nada menos que 28, faltando apenas seis etapas para o fim da temporada 2017 da F1.

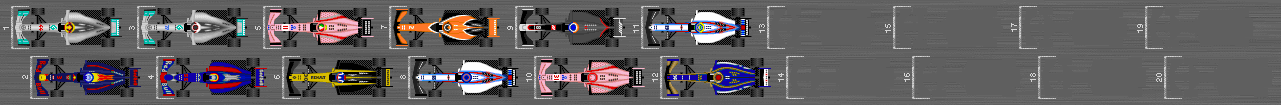
Resultado da corrida

## Pneus
| Nome do composto | Cor | Banda de rolamento | Condições de Tempo | Dry Type                           | Aderência      | Longevidade   |
| ---------------- | --- | ------------------ | ------------------ | ---------------------------------- | -------------- | ------------- |
| Ultra Macio*     |     | Slick (P Zero)     | Seco               | Ultrasoft                          | Mais aderência | Menos durável |
| Super Macio      |     | Slick (P Zero)     | Seco               | Supersoft                          | Mais aderência | Menos durável |
| Macio            |     | Slick (P Zero)     | Seco               | Soft                               | Médio          | Médio         |
| Intermediário    |     | Sulcos (Cinturato) | Molhado            | Intermediate (água não estagnante) | —              | —             |
| Chuva            |     | Sulcos (Cinturato) | Molhado            | Wet (água estagnante)              | —              | —             |

## Resultados

### Treino Classificatório
| Pos.                     | Nº | Piloto            | Construtor           | Q1       | Q2       | Q3       | Grid |
| ------------------------ | -- | ----------------- | -------------------- | -------- | -------- | -------- | ---- |
| 1                        | 5  | Sebastian Vettel  | Ferrari              | 1:43.336 | 1:40.529 | 1:39.491 | 1    |
| 2                        | 33 | Max Verstappen    | Red Bull-TAG Heuer   | 1:42.010 | 1:40.332 | 1:39.814 | 2    |
| 3                        | 3  | Daniel Ricciardo  | Red Bull-TAG Heuer   | 1:42.063 | 1:40.385 | 1:39.840 | 3    |
| 4                        | 7  | Kimi Räikkönen    | Ferrari              | 1:43.328 | 1:40.525 | 1:40.069 | 4    |
| 5                        | 44 | Lewis Hamilton    | Mercedes             | 1:42.455 | 1:40.577 | 1:40.126 | 5    |
| 6                        | 77 | Valtteri Bottas   | Mercedes             | 1:43.137 | 1:41.409 | 1:40.810 | 6    |
| 7                        | 27 | Nico Hülkenberg   | Renault              | 1:42.586 | 1:41.277 | 1:41.013 | 7    |
| 8                        | 14 | Fernando Alonso   | McLaren-Honda        | 1:42.086 | 1:41.442 | 1:41.179 | 8    |
| 9                        | 2  | Stoffel Vandoorne | McLaren-Honda        | 1:42.222 | 1:41.227 | 1:41.398 | 9    |
| 10                       | 55 | Carlos Sainz Jr.  | Toro Rosso-Renault   | 1:42.176 | 1:41.826 | 1:42.056 | 10   |
| 11                       | 30 | Jolyon Palmer     | Renault              | 1:42.472 | 1:42.107 | —        | 11   |
| 12                       | 11 | Sergio Pérez      | Force India-Mercedes | 1:43.594 | 1:42.246 | —        | 12   |
| 13                       | 26 | Daniil Kvyat      | Toro Rosso-Renault   | 1:42.544 | 1:42.338 | —        | 13   |
| 14                       | 31 | Esteban Ocon      | Force India-Mercedes | 1:43.626 | 1:42.760 | —        | 14   |
| 15                       | 8  | Romain Grosjean   | Haas-Ferrari         | 1:43.627 | 1:43.883 | —        | 15   |
| 16                       | 20 | Kevin Magnussen   | Haas-Ferrari         | 1:43.756 | —        | —        | 16   |
| 17                       | 19 | Felipe Massa      | Williams-Mercedes    | 1:44.014 | —        | —        | 17   |
| 18                       | 18 | Lance Stroll      | Williams-Mercedes    | 1:44.728 | —        | —        | 18   |
| 19                       | 94 | Pascal Wehrlein   | Sauber-Ferrari       | 1:45.059 | —        | —        | 19   |
| 20                       | 9  | Marcus Ericsson   | Sauber-Ferrari       | 1:45.570 | —        | —        | 20 1 |
| Tempo dos 107%: 1:49.150 |    |                   |                      |          |          |          |      |
| Fonte:                   |    |                   |                      |          |          |          |      |

Notas
- ↑1  - Marcus Ericsson (Sauber) perdeu 5 posições do grid por mudar a caixa de câmbio não programada, embora ele finalmente não teve nenhum efeito, já que ele classificou o último de qualquer maneira.

### Corrida
| Pos.   | Nu. | Piloto            | Construtor           | Voltas | Tempo/Retirado    | Grid | Pontos |
| ------ | --- | ----------------- | -------------------- | ------ | ----------------- | ---- | ------ |
| 1      | 44  | Lewis Hamilton    | Mercedes             | 58     | 2:03:23.544       | 5    | 25     |
| 2      | 3   | Daniel Ricciardo  | Red Bull-TAG Heuer   | 58     | +4.507            | 3    | 18     |
| 3      | 77  | Valtteri Bottas   | Mercedes             | 58     | +8.800            | 6    | 15     |
| 4      | 55  | Carlos Sainz Jr.  | Toro Rosso-Renault   | 58     | +22.822           | 10   | 12     |
| 5      | 11  | Sergio Pérez      | Force India-Mercedes | 58     | +25.359           | 12   | 10     |
| 6      | 30  | Jolyon Palmer     | Renault              | 58     | +27.259           | 11   | 8      |
| 7      | 2   | Stoffel Vandoorne | McLaren-Honda        | 58     | +30.388           | 9    | 6      |
| 8      | 18  | Lance Stroll      | Williams-Mercedes    | 58     | +41.696           | 18   | 4      |
| 9      | 8   | Romain Grosjean   | Haas-Ferrari         | 58     | +43.282           | 15   | 2      |
| 10     | 31  | Esteban Ocon      | Force India-Mercedes | 58     | +44.795           | 14   | 1      |
| 11     | 19  | Felipe Massa      | Williams-Mercedes    | 58     | +46.536           | 17   |        |
| 12     | 94  | Pascal Wehrlein   | Sauber-Ferrari       | 56     | +2 Voltas         | 19   |        |
| Ret    | 20  | Kevin Magnussen   | Haas-Ferrari         | 50     | Unid. de potência | 16   |        |
| Ret    | 27  | Nico Hülkenberg   | Renault              | 48     | Vazamento de óleo | 7    |        |
| Ret    | 9   | Marcus Ericsson   | Sauber-Ferrari       | 35     | Acidente          | 20   |        |
| Ret    | 26  | Daniil Kvyat      | Toro Rosso-Renault   | 10     | Acidente          | 13   |        |
| Ret    | 14  | Fernando Alonso   | McLaren-Honda        | 8      | Colisão           | 8    |        |
| Ret    | 5   | Sebastian Vettel  | Ferrari              | 0      | Colisão           | 1    |        |
| Ret    | 33  | Max Verstappen    | Red Bull-TAG Heuer   | 0      | Colisão           | 2    |        |
| Ret    | 7   | Kimi Räikkönen    | Ferrari              | 0      | Colisão           | 4    |        |
| Fonte: |     |                   |                      |        |                   |      |        |

## Voltas na Liderança
- Commons

| Nº de Voltas | Piloto         | Voltas |
| ------------ | -------------- | ------ |
| 58           | Lewis Hamilton | (1-58) |

## Curiosidade
- Pela primeira vez na história da Fórmula 1, um Grande Prêmio noturno ocorreu com tempo chuvoso.
- Devido às condições meteorológicas e diversas entradas do carro de segurança na corrida, a prova foi finalizada pelo tempo máximo regulamentar de 2 horas + 2 voltas, e não 61 voltas como foi previsto inicialmente.
- Últimos Pontos de Carlos Sainz na Toro Rosso e Jolyon Palmer da Renault.

## 2017DHLFastest Pit Stop Award

### Resultado
| 1      | 44 | Lewis Hamilton   | Mercedes             | 2.27 | 25 |
| 2      | 77 | Valtteri Bottas  | Mercedes             | 2.40 | 18 |
| 3      | 3  | Daniel Ricciardo | Red Bull-TAG Heuer   | 2.54 | 15 |
| 4      | 20 | Kevin Magnussen  | Haas-Ferrari         | 2.75 | 12 |
| 5      | 11 | Sergio Pérez     | Force India-Mercedes | 2.75 | 10 |
| 6      | 18 | Lance Stroll     | Williams-Mercedes    | 2.78 | 8  |
| 7      | 8  | Romain Grosjean  | Haas-Ferrari         | 2.79 | 6  |
| 8      | 19 | Felipe Massa     | Williams-Mercedes    | 2.80 | 4  |
| 9      | 31 | Esteban Ocon     | Force India-Mercedes | 2.82 | 2  |
| 10     | 55 | Carlos Sainz Jr. | Toro Rosso-Renault   | 2.93 | 1  |
| Fonte: |    |                  |                      |      |    |

### Classificação
| Tabela do DHL Fastest Pit Stop Award \| Pos \| Construtor \| Pontos \| Var \| \| --- \| -------------------- \| ------ \| --- \| \| 1 \| Mercedes \| 345 \| 0 \| \| 2 \| Williams-Mercedes \| 311 \| 0 \| \| 3 \| Red Bull-TAG Heuer \| 215 \| 0 \| \| 4 \| Ferrari \| 148 \| 0 \| \| 5 \| Toro Rosso \| 129 \| 0 \| \| 6 \| Force India-Mercedes \| 119 \| 0 \| \| 7 \| Haas-Ferrari \| 108 \| 0 \| \| 8 \| McLaren-Honda \| 34 \| 0 \| \| 9 \| Renault \| 4 \| 0 \| \| 10 \| Sauber-Ferrari \| 1 \| 0 \| |                      |        |     |
| Pos | Construtor           | Pontos | Var |
| 1 | Mercedes             | 345    | 0   |
| 2 | Williams-Mercedes    | 311    | 0   |
| 3 | Red Bull-TAG Heuer   | 215    | 0   |
| 4 | Ferrari              | 148    | 0   |
| 5 | Toro Rosso           | 129    | 0   |
| 6 | Force India-Mercedes | 119    | 0   |
| 7 | Haas-Ferrari         | 108    | 0   |
| 8 | McLaren-Honda        | 34     | 0   |
| 9 | Renault              | 4      | 0   |
| 10 | Sauber-Ferrari       | 1      | 0   |

## Tabela do campeonato após a corrida
Somente as cinco primeiras posições estão incluídas nas tabelas.
| Pos | Piloto           | Pontos | Var |
| --- | ---------------- | ------ | --- |
| 1   | Lewis Hamilton   | 263    | 0   |
| 2   | Sebastian Vettel | 235    | 0   |
| 3   | Valtteri Bottas  | 212    | 0   |
| 4   | Daniel Ricciardo | 162    | 0   |
| 5   | Kimi Räikkönen   | 138    | 0   |

| Pos | Construtor           | Pontos | Var |
| --- | -------------------- | ------ | --- |
| 1   | Mercedes             | 478    | 0   |
| 2   | Ferrari              | 373    | 0   |
| 3   | Red Bull-TAG Heuer   | 212    | 0   |
| 4   | Force India-Mercedes | 113    | 0   |
| 5   | Williams-Mercedes    | 55     | 0   |